# بختیار علی
بختیار علی محمد (به کردی: بەختیار عەلی) (زادهٔ ۱۹۶۰ میلادی در سلیمانیه) از رمان‌نویسان، شاعران و مقاله‌نویسان فعال معاصر کرد عراق است.

## زندگی
بختیار علی نویسنده، شاعر، مقاله‌نویس معاصر کرد در سال ۱۹۶۰ در سلیمانیه عراق زاده شد و ۳۶ سال بعد، در سال ۱۹۹۶ به آلمان مهاجرت کرد.

## فعالیت ادبی
بختیار علی تاکنون آثاری چون «مرگ تک‌فرزند دوم»، «غروب پروانه» و «آخرین انار دنیا» را منتشر کرده و بسیاری او را حرفه‌ای‌ترین نویسندهٔ کردزبان می‌دانند. رمان‌های بختیار در اقلیم کردستان عراق طرفداران بسیار دارد و بیشترین میزان شمارگان کتاب را در این خطه به خود اختصاص داده‌است.
نخستین رمان او به نام «مرگ تک‌فرزند دوم» (مه رگی تاقانهٔ دو وه م) در سال ۱۹۹۷ در سوئد منتشر شد. دومین رمانش غروب پروانه (ئێوارهٔ په روانه) در سال ۱۹۹۸ از سوی انتشاراتی رهند در استکهلم سوئد و سومین اثرش، رمان «آخرین انار دنیا» (دواهه‌مین هه‌ناری دونیا) در سال ۲۰۰۲ در سلیمانیه به چاپ رسید.
بختیار علی با مدد از رئالیسم جادویی، تاریخ و گذشتهٔ روانی مردمان کرد را بازگو می‌کند، که چنان انسانی مدرن در چنبره‌ای از احساسات، نیات و نبود آنچه پذیرندهٔ بشیریست به دام افتاده‌اند..

## آثار
رمان
- مرگ تک‌فرزند دوم (به کردی: مەرگی تاقانهٔ دووهه‌م)، سوئد: ۱۹۹۷
- غروب پروانه (به کردی: ئێوارەی پەروانه)، سوئد/استکهلم: انتشارات رهند، ۱۹۹۸
- آخرین انار دنیا (به کردی: دواهه‌مین هه‌ناری دونیا)، سلیمانیه: ۲۰۰۲
- شهر نوازندگان سپید (به کردی: شاری مۆسیقارە سپییەکان)، ۲۰۰۶
- غزل‌نویس و باغ‌های خیال (به کردی: خەزەڵنووس و باخەکانی خەیاڵ)، ۲۰۰۸
- قصر پرندگان غمگین (به کردی: کۆشکی باڵندە غەمگینەکان)، ۲۰۰۹
- عمویم جمشیدخان، (به کردی: جه‌مشید خانی مامەم)، ۲۰۱۰
- کشتی فرشتگان (به کردی: کەشتیی فریشتەکان)، ۲۰۱۲
- ابرهای دانیال (به کردی: هەورەکانی دانیال)، ۲۰۱۵

شعر
- گناه و کارناوال (به کردی: گوناھ و کەرنەڤال)
- مجموعه اشعار (به کردی: کۆی بەرھەمە شێعرییەکان) (کلیهٔ اشعار ۱۹۸۳–۱۹۹۸)
- کولی و ستارگان (به کردی: بۆھیمی و ئەستێرەکان)
- کار در جنگل‌های بهشت (به کردی: ئیشکردن لە دارستانەکانی فیردەوس دا)
- تا ماتم گل… تا خون فرشته (به کردی: تا ماتەمی گوڵ... تا خوێنی فریشتە) (کلیهٔ اشعار ۱۹۸۳–۲۰۰۴)، ۲۰۰۴
- ایمان و جنگاورانش (به کردی: ئیمان و جەنگاوەرانی)
- پاسخ‌هایی در دوران غیاب پرسش‌ها (به کردی: وەلام لە رۆژگاری ون بوونی پرسیار دا) (سیزده مصاحبه با نویسنده)
- خواننده کشنده (به کردی: خوێنەری کوشندە)
- طعم مرگ‌دوستی (به کردی: چێژی مەرگدۆستی)
- سیب سوم (به کردی: سێوی سێهەم)

### ترجمهٔ آثار به فارسی
مقالات
- پژوهشی در معانی دیگر شعر (نوشتاری در شعر و فلسفه)، باسط مرادی، تهران: انتشارات افراز، ۱۳۹۴[۴]

آثار غیرداستانی

- داعش، خشونت شرقی و نقد عقل فاشیستی؛ ترجمه سردار محمدی، نشر مرکز، ۱۳۹۴
- آیا با لاکان می‌توان انقلابی بود؟ (مقالاتی در روانکاوی و فلسفهٔ پست مدرن)؛ ترجمه سردار محمدی، انتشارات افراز، ۱۳۹۳
- به عقب نگریستن اورفئوس؛ ترجمه سردار محمدی،انتشارات افراز، ۱۳۹۶

رمان
- آخرین انار دنیا: (دو ترجمه) آرش سنجابی، تهران، انتشارات افراز، ۱۳۸۸،[۵] مریوان حلبچه‌ای، تهران، ۱۳۹۳.[۶]
- شهر موسیقی‌دان‌های سفید، رضا کریم مجاور، تهران: انتشارات مروارید، ۱۳۸۹[۷]
- قصر پرندگان غمگین، رضا کریم مجاور، تهران: انتشارات افراز، ۱۳۹۱[۸]
- مرگ تک فرزند دوم، سردار محمدی، تهران:نشر افراز ۱۳۹۴
- عمویم جمشیدخان، رضا کریم مجاور، تهران:نشر افراز ۱۳۹۳؛ مریوان حلبچه ایی ۱۳۹۵
- غزلنویس و باغهای خیال، سردار محمدی، تهران:نشر افراز ۱۳۹۵
- شهر همنوازان سپید، الهه قاسم‌زاده، تهران، انتشارات دات۱۳۹۵

شعر

- از سوگ گل تا خون فرشته، آرش سنجابی، تهران، انتشارات افراز، ۱۳۸۸[۹]
- نردبانی در غبار: برگزیده‌ای از اشعار کتاب از سوگ گل… تا خون فرشته، عباس محمودی، تهران: انتشارات افراز، ۱۳۹۰[۱۰]

## جوایز
رمان «آخرین انار دنیا» ی بختیار علی برگزیدهٔ جشنوارهٔ ادبی گلاویژ است و تاکنون به چند زبان از جمله آلمانی، انگلیسی، روسی و عربی ترجمه شده‌است. ترجمهٔ این اثر در ایران نیز با استقبال نسبتاً خوب مخاطبان مواجه شد. این کتاب در ایران توسط دو مترجم (آرش سنجابی و مریوان حلبچه‌ای) به فارسی ترجمه شده است.
بختیار علی در شهریور ماه 1396جایزه‌ی ادبی نلی زاکس آلمان را دریافت کرد. این جایزه ادبی به ارزش ۱۵ هزار یورو هر دو سال یک بار در شهر دورتموند آلمان برگزار می شود.

## پی‌نوشت
1. ↑  «تازه‌ترین رمان نویسنده…»،  ایبنا.
2. ↑  «تازه‌ترین رمان نویسنده…»،  ایبنا.
3. ↑  کاوان محمدپور، رمان کردی، آینهٔ قهرمان مسئله دار
4. ↑  علی، پژوهشی در معانی دیگر شعر.
5. ↑  علی، آخرین انار دنیا.
6. ↑  "ایسنا: «آخرین انار دنیا» رونمایی می‌شود".
7. ↑  علی، شهر موسیقی‌دان‌های سفید.
8. ↑  علی، قصر پرندگان غمگین.
9. ↑  علی، از سوگ گل….
10. ↑  علی، نردبانی در غبار.
11. ↑  «تازه‌ترین رمان نویسنده…»،  ایبنا.
12. ↑  «تازه‌ترین رمان نویسنده…»،  ایبنا.
13. ↑  علی، آخرین انار دنیا.
14. ↑  "ایسنا: «آخرین انار دنیا» رونمایی می‌شود".
15. ↑  http://haje.ir/newsdetails.aspx?itemid=3412